# Boqué (região)
Boqué (em francês: Boké) é uma região da Guiné. Sua capital é a cidade de Boqué. Possui 31 186 quilômetros quadrados e segundo censo de 2014, havia 1 083 147 pessoas.